# 로런스 웡
로런스 웡 슌 차이(영어: Lawrence Wong Shyun Tsai, 중국어 간체자: 黄循财, 정체자: 黃循財, 한어 병음: Huáng Xúncái 황쉰차이[*], 월병: Wohng4 Ceon4 Coi4 웡천초이[*], 한자음: 황순재, 1972년 12월 18일~)는 싱가포르의 공무원, 경제학자, 정치인으로 2024년부터 총리 및 인민행동당(PAP) 서기장을 역임하고 있다. 싱가포르 의회의원인 그는 2011년부터 2015년까지 웨스트 코스트 집선구(분레이)의 국회의원을 지냈으며, 2015년부터는 마즐링-유티 집선구(림방)의 국회의원을 역임하고 있다.
정계 입문 전에는 무역산업부, 재무부, 보건부에서 근무하였다. 2005년부터 2008년까지 리셴룽 총리의 대표적인 개인 비서였으며 2009년부터 2011년까지 자원시장공사 이사장을 역임하였다. 2011년 총선에 5인 집선구 중 하나인 웨스트 코스트 집선구에 출마해 당선되어 정계에 입문하였다. 2015년에는 마즐링-유티 집선구에 출마해 재선에 성공했으며, 2020년 3선에 성공했다. 2012년부터 2015년까지 문화주민청년부 장관을, 2014년부터 2015년까지 통신정보부 제2장관을, 2015년부터 2020년까지 국가발전부 장관을, 2016년부터 2021년까지 재무부 제2장관을, 2020년부터 2021년까지 교육부 장관을 역임하였다.
2020년 1월부터 싱가포르를 덮친 코로나 19에 대응하기 위해 설립된 다수부처위원회의 공동의장직을 맡기도 했다. 재무부 장관 시절에는 리셴룽 정부 정책의 일원에 따라 정부세(GST)를 점진적으로 인상하였는데, 2007년부터 7%로 적용되던 것을 2023년에는 8%로, 2024년에는 9%로 인상했다. 2022년 4월 리셴룽의 차기 후계자로 지명되었으며, 6월 13일 헹스위킷과 함께 공동 부총리로 임명되었다. 11월 26일에는 신설된 인민행동당 부서기장에 임명되었다.